# Soupeření
Soupeření neboli rivalita (také boj) je stav, kdy jsou jednotlivci nebo skupiny zapojeny do trvalého konkurenčního dění. Někdy se však konkurence (z latinského concurrentia, concurrere, „sbíhat se“, „shlukovat“) považuje za širší pojem.
Samotný vztah k druhému může být nazván rivalitou a každý jeho účastník nebo strana soupeřem, rivalem. Aby rivalita přetrvávala, musí konkurenční vztah být spíše vztahem mezi rovnými, než aby vyústil v trvalou dominanci jedné strany.
Rivalita se vyskytuje v mnoha různých oblastech společnosti a „…na všech úrovních lidské interakce, často mezi přáteli, firmami, sportovními týmy, školami a univerzitami. Rodiny, politici, politické strany, etnické skupiny, regionální celky a státy, ti všichni se účastní trvalého soupeření různé intenzity a trvání. V některých případech může být soupeření natolik náročné, že se účastníci soustředí již jen na to, zda jejich jednání soupeře poškodí, nebo zvýhodní.“
V politice lze rivalitu definovat jako „percepční kategorizační proces, ve kterém aktéři identifikují, které státy dostatečně ohrožují konkurenty“.

## Kompetice
V sociologii je kompetice (z lat. competere setkávat se, mít společný cíl) formulována jako soutěživé interakční střetávání (v jistém smyslu chápané jako opak kooperace čili spolupráce). Ke kompetici dochází, jestliže cílovým chováním jedince je blokováno dosažení cíle pro druhé, respektive jeho pravděpodobnost se zmenšuje. Kompetice neboli soutěživost úzce souvisí s konkurencí.
V biologii může být kompetice definována jako vztah mezi dvěma organismy, který vyznívá pro oba negativně, nebo úžeji jako snaha dvou organismů využívat tentýž zdroj. Definovat ji však jednoznačně nelze, protože k problematice kompetice lze přistupovat z mnoha různých úhlů. Souvisí se životní strategií a zabývají se jí nauky jako evoluční biologie a ekologie. Může vést až k tzv. konkurenčnímu vyloučení.

## Soutěže, přátelské soupeření
Rivalitu, ve které konkurenti zůstávají ve sporu ve specifických problematikách, ale jinak udržují kooperativní vztah, lze nazvat přátelskou rivalitou nebo soutěživostí. Jako příklad může sloužit většina sportů (viz např. soutěžní lezení) nebo televizní soutěžní pořady. V takovém případě není soupeření opakem spolupráce. Instituce, například univerzity, často záměrně udržují přátelské soupeření v přesvědčení, že „…přátelské soupeření motivuje instituci, aby podpořila to nejlepší, co může nabídnout, protože pokud selže, nahradí ji ostatní“. Některé firmy, sportovní svazy nebo vojenské jednotky podporují přátelské soupeření skupin ve vlastní instituci.

### Mezilidské vztahy
Sourozenecké soupeření je druh soutěže nebo nepřátelství mezi sourozenci, ať již pokrevními, nebo nepokrevními. V mnoha rodinách se například při narození sourozence objevuje soupeření o pozornost. Sourozenecká rivalita je obzvláště intenzivní, když jsou děti velmi blízké věkem a stejného pohlaví anebo jsou-li jedno nebo obě děti intelektuálně nadané.[zdroj?]
K soupeření dochází také mezi lidmi, kteří mají zájem o stejného partnera, nebo kde chce každý z novomanželů mít v rodině rozhodující slovo.

### Ekonomika a politika
Zboží se na trhu považuje za konkurenční, pokud spotřeba jedním spotřebitelem brání současné spotřebě jinými spotřebiteli. Firmy o specifický segment trhu svádějí konkurenční boj a získávají konkurenční výhody nebo je ztrácejí (konkurenční vyloučení). S problematikou souvisejí pojmy jako hospodářská soutěž, tržní princip, tržní ekonomika, podíl na trhu, nekalá soutěž, klamavá reklama.

### Sportovní dění
Soutěž a soupeření je vedle radosti z pohybu a hravosti dalším podstatným atributem většiny sportů. Horst Helle říká: „Společnost potřebuje určitý kvantitativní vztah harmonie a disharmonie, sdružování a konkurence, laskavosti a nelásky, aby se mohla formovat specifickým způsobem“. Společnost je přitahována ke sportu, protože zná rivalitu z každodenního života, což lze vidět například v historii náboženství. Diváky přitahuje zápolení, protože je zajímavé sledovat soupeře a výsledek je nejistý. Společnost sleduje soutěže, protože soutěže ovlivňují „jednotu společnosti“. Loajalita k jednomu týmu v soupeření přináší pocit sounáležitosti s komunitou příznivců, kteří doufají, že tým vyhraje a oni zažijí pocit vítězství. Fanoušci dvou různých týmů nesedí vedle sebe, aby nenarušili komunitu. Tento způsob soupeření je společensky přijatelný. Ze stejného důvodu existuje mnoho příznivců hospodářské soutěže, protože ta podporuje způsob, jak se lidé mohou účastnit soupeření bez nevraživosti a jiných negativních následků.

## Důsledky
Soupeření může zvýšit motivaci, může vést k většímu úsilí a lepšímu výkonu. Může však také přispět k většímu riskování a zvýšit náchylnost k neetickému chování. Soupeření může přispět k chybnému rozhodování, k němuž by patrně při kooperaci nedocházelo. V extrémních případech může soupeření eskalovat do agresivního jednání (fyzické napadení soupeře, hokejová bitka, válka).